# 天文和天体物理学研究
《天文和天体物理学研究》（英語：Research in Astronomy and Astrophysics）创刊于1981年，是中国大陆基础科学类月刊，主要刊登天文学和天体物理学领域的原创性研究论文，编辑部位于北京市。此刊物由中国科学院国家天文台主办。本刊创刊时为中文期刊，2001年改为英文刊。
《天文和天体物理学研究》在2018年被中华人民共和国国家新闻出版广电总局新闻报刊司评为2017年全国“百强报刊”。